# Kystdirektoratet
Kystdirektoratet (eng. Danish Coastal Authority) er en del af Miljøstyrelsen, der er en styrelse i Miljøministeriet.
Direktoratet varetager myndighedsopgaver langs landets 7300 km kyst inden for kystbeskyttelse, klitfredning, strandbeskyttelse og statens højhedsret over søterritoriet. Kystdirektoratet rådgiver miljø- og fødevareministeren, udarbejder analyser og indgår i internationale samarbejder om kyst- og oversvømmelsesbeskyttelse. Desuden står Kystdirektoratet for projektering, anlæg og drift inden for kystbeskyttelses- og lystbådehavneområdet samt oprensning i visse sejlløb og havne. Opmåling af kystprofilet på den Jyske Vestkyst er ligeledes en af direktoratets opgaver.
Derudover har Kystdirektoratet sammen med politiet desuden ansvaret for stormflodsberedskabet på den jyske vestkyst fra Thyborøn til Nymindegab og i Sønderjylland fra syd for Esbjerg til den dansk/tyske grænse.
Direktoratet har hovedsæde i Lemvig. I alt beskæftiger direktoratet ca. 90 medarbejdere.
Kystdirektør siden 2022 er Anne Elizabeth Kamstrup, som efterfulgte Merete Løvschall.

## Historie
Kystinspektoratet blev dannet den 1. november 1973 under Transportministeriet efter en større omstrukturering af det daværende Statens Vandbygningsvæsen, hvis historie startede helt tilbage i 1868.
Kystinspektoratet bliver i 2001 til Kystdirektoratet.
Ved en kongelig resolution den 3. februar 2014 blev det besluttet at flytte Kystdirektoratet fra Transportministeriet til Miljøministeriet. Miljøministeriet blev ved ny regering den 29. juni 2015 lagt sammen med Fødevareministeriet, hvorefter Kystdirektoratet hører til i Miljø- og Fødevareministeriet.[kilde mangler] Kystdirektoratet er ikke længere lagt sammen med Fødevareministeriet, hvorfor det blot hører til Miljøministeriet igen.
Den 1. februar 2017 blev Kystdirektoratet lagt sammen med Naturstyrelsen.
Naturstyrelsen flyttede 29. august 2024 til det nyoprettede Ministerium for Grøn Trepart og Kystdirektoratet blev flyttet til Miljøstyrelsen, som forblev under Miljøministeriet.